# Квак Чэ Ён
Квак Чэ Ён (кор. 곽재용?, 郭在容?) (род. 22 мая 1959) — южнокорейский кинорежиссёр и сценарист.

## Биография и карьера
Квак Чэ Ён родился в Сувоне 22 мая 1959 года, с детства интересовался театром и кино. Но по решению родителей поступил на физическое отделение университета Кёнхи. В это же время он начал снимать любительские фильмы, один из которых «Учитель и другие» (кор. 선생님 그리기(Сонсэнним кыриги)) получил награду на молодёжном фестивале. После этого он стал серьёзно заниматься кинематографом. Его дебютный фильм «Набросок дождливого дня» (кор. 비 오는 날 수채화(Пи онын наль сучэхва)) вышедший в 1989 году пользовался в Корее большим успехом, так же как и одноимённая песня. Но следующие два его фильма «Осеннее путешествие» (кор. 가을 여행(Каыль ёхэн) и «Набросок дождливого дня 2» (кор. 비 오는 날 수채화 2) провалились в прокате.
В 2001-м Квак Чэ Ен поставил по собственному сценарию фильм «Дрянная девчонка» (кор. 엽기적인 그녀(Странная девушка)), ставший в этом году вторым по просмотрам фильмом в Южной Корее. Фильм также пользовался большим успехом в странах Азии, положив начало второму этапу «корейской волны», начавшейся с успеха корейских телесериалов.
Его следующие два фильма «Классика»(2003) и «Познакомьтесь с моей девушкой»(2004) тоже пользуются популярностью.
Большинство фильмов Квак Чэ Ёна созданы в жанре мелодрамы.

## Фильмография
- Акварель дождливым днём (англ. Watercolor Painting in a Rainy Day) (1989) — режиссёр и сценарист
- Осеннее путешествие (англ. Autumn Trip) (1992) — режиссёр и сценарист
- Акварель дождливым днём 2 (англ. Watercolor Painting in a Rainy Day 2) (1993) — режиссёр и сценарист
- Дрянная девчонка (англ. My Sassy Girl) (2001) — режиссёр и сценарист
- Романтичный президент (англ. The Romantic President) (2002) — сценарист
- Классика (англ. The Classic) (2003) — режиссёр и сценарист
- Порыв ветра (англ. Windstruck) (2004) — режиссёр и сценарист
- Арка (англ. Ark)) (2004) — сценарист
- Моя девушка и я (англ. My Girl and I) (2005) — сценарист
- Маргаритка (англ. Daisy) (2006) — сценарист
- Моя могучая принцесса (англ. My Mighty Princess) (2007) — режиссёр и сценарист
- Моя девушка — киборг (англ. Cyborg She) (2008) — режиссёр и сценарист